# Сердце (роман)
«Сердце» (яп. こころ Кокоро) — роман японского писателя Нацумэ Сосэки, опубликованный в 1914 году. Считается одним из значительнейших произведений современной японской литературы. Дословно название романа переводится как «Сердце», однако японское слово Кокоро содержит несколько коннотаций и более полно может быть переведено как «чувствующее и мыслящее сердце». Произведение публиковалось в «Асахи симбун» в апреле-августе 1914 года под названием «Сердце. Посмертные записки учителя» (心 先生の遺書) (изначально Сосэки задумывал опубликовать только третью часть романа как отдельное произведение под названием «Завещание учителя»). В том же году роман отдельной книгой был выпущен издательством «Иванами сётэн» (переплетал книги сам Сосэки, для которого издание «Сердца» стало своего рода официальным дебютом: все предшествующие сочинения он издавал самостоятельно).
В произведении разворачивается картина трансформации японского общества на фоне развития дружеских отношений между юношей и пожилым человеком, которого первый называет Сэнсэем (или же Учителем). Образ же последнего во многом является автобиографичным — принадлежностью к определённой эпохе, возрастом, полученным образованием и взглядами Учитель во многом напоминает самого Сосэки.

## Сюжет
Произведение было написано в 1914 году, его действие происходит в Японии двумя годами ранее. Роман разделён на три части.
В первой части, Учитель и я, главный герой, обыкновенный студент, от лица которого ведётся и повествование, заводит дружбу с Учителем (его настоящее имя не раскрывается, впрочем, как и большинство имён других персонажей книги). Это уже довольно пожилой человек, который ведёт образ жизни отшельника и общается главным образом только со своей женой и с недавнего времени с главным героем, однако при этом не допуская полного сближения между ним и собой. Регулярно, раз в месяц, он посещает могилу друга своей молодости, но отказывается отвечать на расспросы о своём прошлом. Учитель — ключевая фигура романа — предстаёт перед нами довольно загадочной личностью. Читатель понимает, что и на его необычное поведение, и на его мировоззрение и отношение к людям повлияли какие-то события в его прошлом. Но тайна Учителя становится известна рассказчику (и читателям) только в конце произведения.
Вторая часть, Родители и я, повествует о том, как главный герой возвращается домой, в деревню, к своему отцу, состояние здоровья которого ухудшается с каждым днём. Когда его отец уже лежит на смертном одре, приходит объёмное и очень тревожное письмо от Учителя.
Содержание письма и составляет третью часть романа, Письмо Учителя. В нём Учитель (как и обещал когда-то молодому человеку) рассказывает о своём прошлом: о его разладе с дядей, который присматривал за его имуществом после смерти родителей Учителя; о своей студенческой жизни в Токио, где он снимал комнату в доме вдовы и её молодой дочери, в которую он в конце концов влюбился. Кроме того в письме описывается история отношений Учителя и К., его друга-студента с высокими духовными идеалами, ведущего почти подвижнический образ жизни. Желая помочь К. изменить его образ жизни, который, как кажется Учителю, лишь делает К. несчастным, он просит вдову принять К. в качестве второго жильца в надежде, что домашний уют и общество женщин поможет К. измениться. Последовавшее за этим развитие событий, описанное в заключительной части письма, привело к драматическим событиям в прошлом Учителя и в итоге стало причиной трагических событий в настоящем.

## Главные темы произведения
Основной темой, которая проводится через всё произведение и достигает своей кульминации только в самом конце романа, является трагедия абсолютной невозможности духовного воскресения человека, и манифестацией этой невозможности являются жизнь и судьба Учителя. Однако помимо фигуры Учителя, в романе присутствуют ещё два персонажа — безымянный главный герой, от лица которого ведётся повествование, и К., друг Учителя во времена его студенчества. Судьбы всех троих, отображённые в книге, протекают в разных временных отрезках; в чём-то схожие, в чём-то различные, они переплетаются и отражаются одна в другой, подчёркивая основные мотивы произведения и усиливая драматический и художественный эффект, который производит на читателя история жизни каждого персонажа в отдельности.
Другая значимая тема, звучащая в произведении — тема перемен в японском обществе, на фоне которых происходит действие романа (в частности, модернизация Японии и конфликт между новыми западными ценностями, диктующими примат индивидуализма и личности, и традиционными конфуцианскими добродетелями в Эпоху Мэйдзи).
Роман продолжает развивать темы, некоторые из которых уже затрагивались Сосэки в его предыдущих произведениях: невозможности достижения полного доверия между людьми, патологической изоляции личности, проистекающей от эгоизма, с одной стороны, и чувства вины — с другой. Кроме того, в произведении присутствуют темы предательства, конфликта идеалов, самоопределения личности, а также тема изменения роли и идеала женщины и трансформации семейных ценностей.

## Издания на русском языке
Произведение трижды издавалось на русском языке.
Первое издание — в 1935 году, издательство «Художественная Литература». Переводчик (и автор предисловия) — Н. И. Конрад. Тираж — 10300 экземпляров. Как пишет сам Конрад в предисловии, данный роман стал одной из первых книг современной японской литературы, переведенной на русский язык — до этого было переведено и издано лишь несколько рассказов Акутагавы, роман «Любовь Глупца» Танидзаки и «Нарушенный Завет» Симадзаки Тосона.
Второе издание — 1943 год, «Кокоро (Сердце)», переводчики С. Шахматов и Х. Хираи, предисловие за авторством М. Григорьева.
Третье издание — в 2022 году, издательство «Истари Комикс». Переводчик — Е. Рябова.

## Экранизации
Произведение неоднократно ставилось на театральной сцене Японии и экранизировалось. Первая экранизация — фильм Кона Итикавы 1955 года.
Роман также был экранизирован в 1973 году, режиссёр — Канэто Синдо.
Помимо игрового кино, в 2009 году произведение легло в основу одной из глав аниме-альманаха Aoi Bungaku, посвящённого японской классической литературе. Режиссёр — Сигэюки Мия. Глава не дословно следует сюжету книги, а наоборот, предоставляет необычный взгляд на развитие одних и тех же событий с двух сторон: первая из серий показывает события третьей части романа глазами Учителя, вторая — глазами самого К.